# Sprengkommando Atlantik
Sprengkommando Atlantik ist ein britischer Actionfilm von Regisseur Andrew V. McLaglen mit Roger Moore aus dem Jahr 1979. Er basiert auf dem Roman Sprengkommando Atlantik (Originaltitel: Esther, Ruth and Jennifer) von Jack Davies, der auch das Drehbuch schrieb. Der Film startete am 22. Mai 1980 in den bundesdeutschen Kinos.

## Inhalt
Rufus Excalibur ffolkes ist ein exzentrischer und wohlhabender Mann, der in Schottland als hochintelligenter, effizienter und gewiefter Taktiker ein kleines privates Spezialkommando aus ehemaligen Marinesoldaten der Royal Navy für maritime Spezialeinsätze trainiert. ffolkes ist wortkarg, direkt und menschenscheu; aus seinen unangenehmen Kindheitserlebnissen heraus hasst er Frauen, liebt dafür aber Katzen und hasst nach eigener Aussage Menschen, die es nicht tun. Außerdem ist er überzeugter Nichtraucher, trinkt gerne Scotch pur und stickt, um sich zu konzentrieren.
Weil er befürchtet, dass eine der zahlreichen Bohrinseln im Nordatlantik Ziel eines terroristischen Angriffs werden könnte, regt ein Mitarbeiter der Lloyd’s-Versicherung bei ffolkes an, einen Operationsplan für einen solchen Fall zu erarbeiten. Tatsächlich geht kurz darauf eine Gruppe von Gangstern um einen ebenso kaltblütigen wie cholerischen Anführer, der sich „Lou Kramer“ nennt, als Journalisten getarnt an Bord eines Versorgungsschiffes, das zwei Ölbohrinseln im Nordatlantik zum Ziel hat. Die Verbrecher bringen das Schiff in ihre Gewalt und platzieren Haftminen an den beiden Bohrinseln sowie auf dem Versorger selbst, um anschließend die britische Regierung als Hauptaktionär der Betreiberfirma zu erpressen: Sie fordern 25 Millionen Pfund und drohen bei Nichtlieferung mit der Sprengung beider Plattformen. Da die Royal Navy sich für einen Einsatz gegen die Entführer nicht ausreichend vorbereitet sieht, beauftragt die Regierung in Absprache mit der Lloyd’s-Versicherung ffolkes mit der Befreiung des Schiffes und dem Ausschalten der Gangster.
ffolkes hatte schon im Vorfeld überlegt, dass eine solche Aktion von einem Versorgungsschiff aus organisiert werden könnte, und agiert jetzt gemäß seiner Planung für diesen Fall. Er verwickelt Kramer in ein psychologisches Zermürbespiel: Erstens zögert er die Lösegeldzahlung so wie möglich weit hinaus, täuscht zweitens die Sprengung der ersten Plattform vor, um Kramer seinerseits von deren Zerstörung abzuhalten, und lässt sich drittens in Verkleidung und unter einem Vorwand zusammen mit Admiral Sir Francis Brindsen an Bord beordern. In dieser letzten Phase soll sein Kommando das Schiff von See her entern und mit ffolkes gemeinsam die Terroristen – insbesondere diejenigen, die den Zündschalter unter ihrer Kontrolle haben – ausschalten.
ffolkes begibt sich zusammen mit Admiral Brindsen und dem Lordsiegelbewahrer zur Bohrinsel, um den Plan vorzubereiten. Zunächst klappt alles wie besprochen, doch als ffolkes sich mit dem Admiral und King, dem zuständigen Direktor der betroffenen Bohrinseln, per Hubschrauber an Bord des entführten Schiffes bringen lässt, misstraut Kramer dem Neuankömmling – dessen Gesicht gefällt ihm nicht – und lässt ihn wieder von Bord bringen. Ein Kumpan von Kramer, der das Schiff verlassen will, wird von einem Mitglied der Bande erschossen. Damit sieht ffolkes sich zu einer Planänderung gezwungen: Um im Fall eines Scheiterns der Befreiungsaktion wenigstens die Bohrinseln mit hunderten Menschen an Bord zu retten, überredet er die Premierministerin, bei Ablauf des von den Terroristen gesetzten Ultimatums eine Bombe von einem Hubschrauber auf den entführten Versorger abwerfen zu lassen – auf diese Weise hofft ffolkes, die Zündung der Sprengladungen an den Bohrinseln verhindern zu können. Trotz einiger Pannen gelingt es ffolkes und seinem Team, die Verbrecher in letzter Minute außer Gefecht zu setzen und die Zündvorrichtungen auszuschalten. ffolkes kann noch die Signalleuchtkugel abschießen, die dem Helikopterpiloten das Gelingen der Aktion signalisieren soll, den Abwurf der Bombe jedoch nicht mehr verhindern; diese explodiert unmittelbar neben dem Schiff, ohne jedoch größeren Schaden anzurichten. Der von ffolkes tödlich getroffene Kramer versucht noch mit letzter Kraft, die Sprengladungen zu zünden, wird aber von ffolkes gerade noch daran gehindert. Mit seinen letzten Worten teilt Kramer ihm mit, dass er ffolkes' Gesicht immer noch nicht leiden könne.
Die beteiligten Personen versammeln sich zum Schluss zu einer Ehrungsfeier auf ffolkes' Schloss in Schottland. Da er nichts für Orden und öffentliche Ehrungen übrig hat, überreicht ihm die Premierministerin als Belohnung stattdessen drei junge Katzen namens Esther, Ruth und Jennifer, benannt nach dem Versorgungsschiff und den beiden Bohrplattformen.

## Kritiken
„Weitgehend langweiliger Abenteuerfilm, weder originell noch spannend.“

„Ein überraschend realistischer Actionfilm.“

## Auszeichnungen
Roger Moore wurde für den Jupiter als bester internationaler Schauspieler nominiert.

## Hintergrund

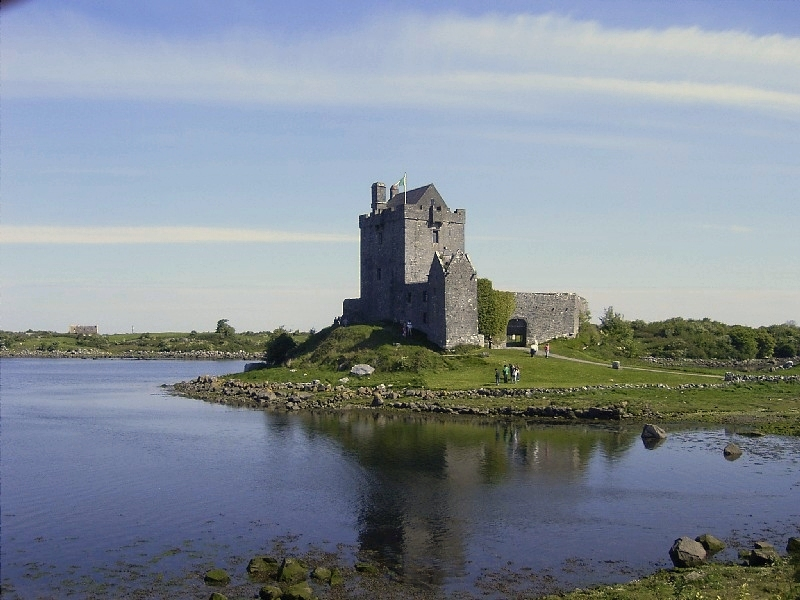
Das Dunguaire Castle in Galway, ffolkes Burg im Film

Der Film verbindet Motive des Krimi- und Actiongenres mit der in den 1970er Jahren aufgekommenen Furcht vor Terrorismus. Auch das Thema Feminismus wird aufgegriffen und ffolkes’ Frauenfeindlichkeit gegenübergestellt (eine Frau rettet ihm sogar das Leben). Gedreht wurde der Film unter anderem in Dunguaire Castle und im irischen Galway.
Bei Beginn der Dreharbeiten im Sommer 1979 war Margaret Thatcher gerade zur ersten Premierministerin Großbritanniens gewählt worden. Mit der Besetzung durch Faith Brook – deren Darstellung der Premierministerin eindeutige Parallelen zu Margaret Thatcher zeigt – wurde diese Personalie nicht nur gewürdigt, sondern auch filmisch genutzt, als der Frauenfeind ffolkes erstaunt sagt: „Sie scheint die Situation zu begreifen!“
Der deutsche Filmtitel ist inhaltlich unzutreffend: Bei ffolkes' Männern handelt es sich nicht um ein „Sprengkommando“, dessen Aufgabe in der Zerstörung eines Objekts mittels einer Sprengladung liegt, sondern im Gegenteil um eine Kommando- bzw. Spezialeinheit, deren Aufgabe darin besteht, die Sprengung der Bohrinseln durch die Terroristen zu verhindern.

## Schreibweise des Namens: ffolkes
Zu Beginn des Filmes weist Rufus Excalibur ffolkes darauf hin, dass sein Nachname mit zwei kleinen „f“ zu buchstabieren sei. Als Grund gibt er an, dass einem Vorfahren per Gerichtsurteil das Recht aberkannt worden sei, den Familiennamen mit großem „F“ zu schreiben.